# Chen Jiun-Feng
Chen Jiun-Feng es una deportista taiwanesa que compitió en taekwondo. Ganó dos medallas en el Campeonato Asiático de Taekwondo, en los años 1986 y 1988.

## Palmarés internacional
| Representando a China Taipéi |                    |                  |           |
| Campeonato Asiático          |                    |                  |           |
| Año                          | Lugar              | Medalla          | Categoría |
| 1986                         | Darwin (Australia) | Medalla de oro   | –55 kg    |
| 1988                         | Katmandú (Nepal)   | Medalla de plata | –60 kg    |